# Biblioteca di Philippe Daverio
La biblioteca di Philippe Daverio è un museo-biblioteca che ospita la collezione d'arte e altri oggetti collezionati in vita da Philippe Daverio. Lo spazio è rimasto privato fino al 6 marzo 2022, quando la moglie del critico d'arte Elena Gregori decide di aprire al pubblico lo spazio espositivo, situato presso l'antico refettorio del monastero di Sant'Agostino, in Milano.

## Storia
Il monastero fu distrutto alla fine del Settecento, e restò solamente il refettorio. Fu utilizzata come scuderia, magazzino e come fabbrica. Nel 2010 Daverio fece restaurare la Crocifissione di Donato Montorfano del 1513 presente nel refettorio del monastero, opera simile all'omonima posizionata di fronte all'Ultima Cena di Leonardo nella chiesa di Santa Maria delle Grazie. Due anni dopo, nel 2012 il refettorio diviene biblioteca personale di Daverio.

## Opere
La vasta collezione comprende opere importanti, oggetti d'arte e mirabilia, insieme ad altri cimeli di dubbio valore ma che Daverio amava collezionare. Tra gli artisti e opere maggiormente significative troviamo: Francesco Hayez, Sottsass, Vincenzo Gemito, Arturo Martini, Gianni Berengo Gardin, antichi arredi e complementi d'arredo (esposti in occasione dell'edizione del 2019 del Salone del Mobile), oltre che la già nominata Crocifissione (1513), affresco murario di Donato Montorfano.